# 佐々木昭
佐々木 昭（ささき あきら、1928年12月12日 - 2017年8月30日）は、日本の地球科学者。専門は、鉱床学・地球化学。理学博士。

## 略歴・業績
1952年、東京大学理学部地学科を卒業後、工業技術院地質調査所（産業技術総合研究所、地質調査総合センターの前身）鉱床部に入所。日本のタングステン鉱床などの研究をした後、1962～1965年カナダ国地質調査所、1965～1969年同アルバータ大学にポストドクトラルフェローなどとして留学。以降は留学により取得した同位体分析技術を駆使し，硫黄・鉛の同位体を用いた地球化学的な研究に力をそそぎ、各種鉱床の金属や硫黄の起源を論ずるなど、多くの成果を上げた。特に、同じ調査所の所員であった石原舜三と共同で、花崗岩のタイプにより、含まれる硫黄の同位体比に明瞭な違いがあることを見出し、花崗岩の成因論に大きな影響を与えた。
1962年 東京大学より 理学博士の学位を取得。論文表題は　「鉄マンガン重石系の研究」。 
また、これらの研究の過程で、岐阜県神岡鉱山より、鉄・モリブデンの酸化物である新鉱物神岡鉱、Kamiokite, Fe2Mo3O8、を発見している。
これらの業績に対し、1987年に日本鉱山地質学会より、加藤武夫賞が贈られた。またこれらの業績と学会への貢献により、資源地質学会の名誉会員に推薦されていた。

## 主な編著書
- 佐々木昭・関陽太郎・石原舜三（編）『地球の資源/地表の開発』、1992年、岩波書店。ISBN-13:978-4000078382